# 石毛宏樹
石毛 宏樹 （いしげ こうき、2009年5月13日 - ）は、日本の子役。テアトルアカデミー所属。

## 人物
- 趣味特技：マラソン、殺陣

## 出演
太字は主演、もしくは、メインキャラクター。

### テレビドラマ
- あんみつ検事の捜査ファイル2（月曜名作劇場、2017年2月6日、TBS・BS-TBS） - 白洲研一郎（前田公輝 幼少期）役
- オー・マイ・ジャンプ 第5話（ドラマ24、2018年2月10日、テレビ東京系列） - 沢田哲兵 役
- ぬけまいる 第6回（土曜時代ドラマ、2018年12月8日、NHK総合）- 琢磨 役[2]
- ウルトラマンタイガ（2019年6月22日〜12月28日、テレビ東京系）- 工藤ヒロユキ（主演, 井上祐貴 幼少期）役[3]
- ドラマスペシャル 不協和音 炎の刑事VS氷の検事（日曜プライム、2020年3月15日、テレビ朝日系）- 唐沢真佐人（中村倫也 幼少期）役[4]
- 牙狼vr 第10話（TOKYO MX） - 五五（西村和彦）息子 役[5]
- 危険なビーナス（日曜劇場、2020年10月11日〜12月13日、TBS）- 矢神勇磨（ディーン・フジオカ 幼少期）役[6][7]
- オー！マイ・ボス！恋は別冊で 第1話（火曜ドラマ、2021年1月12日、TBS系）- 日置健也（犬飼貴丈 幼少期）役[8]
- 今野敏サスペンス 機捜235（月曜プレミア8、2022年5月16日、テレビ東京）- 杉崎翔真 役[9]
- テッパチ! 第3話（フジ水10、2022年7月20日、フジテレビ）- 武藤一哉（一ノ瀬颯 中学時代）役[10]
- 今野敏サスペンス 機捜235×強行犯係 樋口顕 第3話（金曜8時のドラマ、2023年2月10日、テレビ東京） - 蓮沼陸 役[11]
- 100万回 言えばよかった 第1話・第2話・第4話・第8話・第9話（金曜ドラマ、2023年1月13日・1月20日・2月3日・3月3日・3月10日、TBS系）- 木内大翔 役[12][13][14][15]
- 警視庁追跡捜査係-交錯-（金曜8時のドラマ、2023年8月7日、テレビ東京） - 西川竜彦 役[16]

### CM
- オレオ 「秘密の場所」[17]
- 全労災 インフォマーシャル（テレビ朝日）
- 三菱電機 インフォマーシャル（テレビ朝日）
- 大塚製薬「ボディメンテ」 インフォーマーシャル（テレビ朝日）
- ECCジュニア
- プリマハム 「ジュウオウジャーソーセージ」
- マクドナルド 「ハッピーセット『いたずら召還』篇」[18]
- カシオ計算機株式会社 「EX-word」
- KUMON
- モンデリーズ・ジャパン 「OREO『秘密の場所』篇」
- スクエアエニックス PS4ソフト「ドラゴンクエストXⅠ」 - 息子 役
- 大和証券 「洋上ソーラー篇」「スマート農業篇」
- TOKAIガス「みんなのエネルギー篇」[19]

### 映画
- パンとバスと2度目のハツコイ（2018年2月17日〜公開） - ショウ 役
- 超・少年探偵団NEO-Beginning-（2019年10月25日〜公開） - 小林芳狼 役[20]
- Chime（2024年8月2日〜公開） - 松岡健一 役[21]

### Vシネマ
- Vシネクスト 「ビルド NEW WORLD 仮面ライダークローズ」- 小学生 役[22]

### スチール
- 旭化成建材〜ネオマフォーム

### テレビ番組
- ほんとにあった怖い話20周年スペシャル - ほん怖クラブメンバー[23]
- 総合診断医ドクターG（再現VTR、NHK）

### アフレコ
- マイティ・エクスプレス - メカニック・マイロ 役[24][25][26][27]
- 「ふぶきのなつやすみ」（ポケモン kids TV、YouTube） - クーポ 役[28][29]
- GO!GO! コリー・カーソン - コリー・カーソン 役

### MV
- 秦基博 「サイダー」[30]